# Jørgen Nancke
 Der er for få eller ingen kildehenvisninger i denne artikel, hvilket er et problem. Du kan hjælpe ved at angive troværdige kilder til de påstande, som fremføres i artiklen.

Jørgen Nancke (født 27. maj 1969 i Allesø) er en dansk digter, forfatter, avisskribent, foredragsholder og musiker.
Han er opvokset i Vollsmose, og har i sine unge år ernæret sig som taxachauffør, indtil en ulykke brat stoppede hans karriere . Den samme ulykke får ham til at søge indad, og han begynder at skrive musik og digte. Som et led i hans omskoling efter taxa-ulykken, starter Jørgen Nancke på VUC i Odense med det formål at blive folkeskolelærer. På skolen får de øjnene op for hans skriverier, og de anbefaler ham at følge skolens linje med forfattertalenter.
Både før uddannelsen, samt sideløbende med denne, får Jørgen Nancke udgivet flere digtsamlinger, noveller, musikalbums og avistekster, dette både som freelance og som fast mand på Vollsmose avisen. Heriblandt kan nævnes Hunger, Vinterdigte, Ravnsort og Vores Fyn. Flere af bøgerne står i dag på forskellige skoler bl.a. VUC, som bruger dem aktivt i undervisningen, og alle bøger kan lånes på Danmarks biblioteker. Flere af bøgerne er eksporteret til bl.a. Holland og Canada.
Han er mest kendt som forfatteren bag Vores Fyn, som er en årbog med fynske historier, første gang udgivet i 2018 i samarbejde med bl.a. Sebastian Dorset, Jens Galschiøt, Anja Andersen, Jane Jegind og Jan Schou. Det særlige ved denne årbog er, at al forfatterhonorar fra bogen går ubeskåret til godgørende formål målrettet de hjemløse .
I musikalsk sammenhæng har Jørgen Nancke optrådt med sin duo The River Note og sin trio Walkabout, som bl.a. har været opvarmning for Steve Cameron (Etta Camerons søn og gospelkor) på Steve Camerons 2015 juletour i Danmark. Begge bands har optrådt i radio og tv-sammenhæng, og spilles stadig. Jørgen Nancke er nu primært solist.